# Бетти, Адольфо
Адольфо Бетти (итал. Adolfo Betti; 21 марта 1875, Баньи-ди-Лукка — 2 декабря 1950, Баньи-ди-Лукка) — итальянский скрипач и педагог.

## биография
Сын городского аптекаря, страстно увлечённого музыкой, — в силу чего в его доме бывали известные музыканты, в том числе Джованни Сгамбати, Франческо Тости и молодой Джакомо Пуччини, по заказу Бетти-старшего написавший для приходской церкви гимн «Vexilla Regis» (1878).
В 1892—1896 гг. учился в Льежской консерватории у Сезара Томсона, после чего предпринял ряд концертных турне по Австрии, Германии, Италии и Англии, в промежутках живя в Вене. В 1900 г. сменил своего соученика Альфреда Пошона в должности ассистента в классе своего учителя Томсона, перешедшего к этому времени в Брюссельскую консерваторию.
В 1902 г. по предложению Пошона был приглашён за пульт первой скрипки нового струнного квартета, получившего название Квартет Флонзале, и выступал в составе этого коллектива на протяжении всей его истории, до 1929 года. В известном сборнике интервью Ф. Г. Мартенса «Скрипичное мастерство» (1919) Бетти выступает как главный эксперт по квартетному исполнительству.
Некоторое время также преподавал в Маннес-колледже, где среди его учеников был, в частности, Дэвид Надьен. Опубликовал книгу о музыкальной жизни Вены на исходе XIX века (итал. La vita musicale a Vienna, note retrospettive sulla stagione 1897-1898) и монографию о жизни и творчестве Франческо Джеминиани.
В родном городе Бетти его именем названа муниципальная библиотека.